# Gon (mangá)
Gon (ゴン) é um mangá escrito e ilustrado por Masashi Tanaka. A história gira em torno de Gon, um bebê dinossauro com uma força desproporcional, e não contém dialógos. A série foi originalmente publicada entre 1991 e 2002 pela revista Weekly Morning da editora Kodansha. Publicado também nos Estados Unidos, Canadá, França e Brasil, Gon ganhou prêmios no Japão e no exterior. Foi premiado como "Melhor Publicação de Humor" e Melhor Publicação para o Público Jovem no Eisner Award de 1998, e ganhou o Prêmio de Excelência durante o Japan Media Arts Festival do mesmo ano.
Gon também apareceu como um personagem secreto na versão para PlayStation do jogo Tekken 3. Ademais, estrelou seu próprio jogo para Super NES, em 1994, e para Nintendo 3DS, em 2012. A franquia ainda rendeu uma adaptação para a televisão produzida por Daewon Media e Kodansha que foi exibida entre 4 de abril de 2012 e 25 de março de 2013. Com direção de Kim Gil-Tae, a série durou 50 episódios e foi transmitido pela TV Tokyo.